# Sinodelphys szalayi
Il sinodelfide (Sinodelphys szalayi) è un piccolo mammifero estinto, vissuto nel Cretaceo inferiore (circa 125 milioni di anni fa), i cui resti sono stati rinvenuti in Cina. È considerato il più antico marsupiale  scoperto finora.

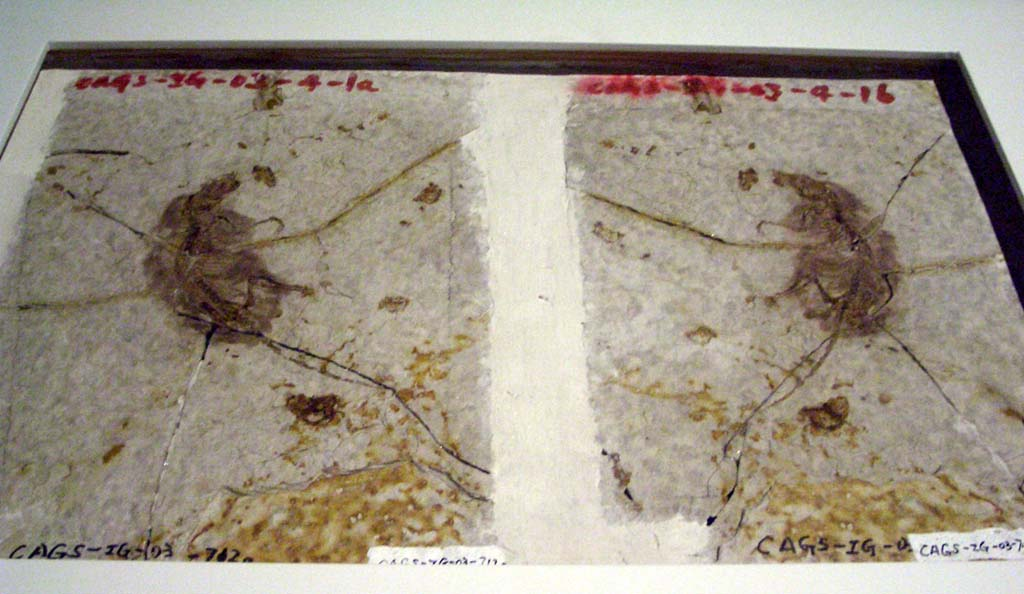
Fossile e controparte di Sinodelphys szalayi

## L'antenato dei marsupiali
Lo scheletro del sinodelfide è stato rinvenuto nel giacimento a conservazione eccezionale nella formazione Yixian, nella provincia del Liaoning; questo giacimento ha permesso la conservazione delle impronte della pelliccia e dei tessuti molli. La struttura dello scheletro indica chiaramente che il sinodelfide era un marsupiale molto primitivo, e le zampe fanno presumere che fosse un animale arboricolo, come la contemporanea Eomaia scansoria, rinvenuta nello stesso giacimento e considerata un'antenata dei placentati. Probabilmente il sinodelfide si cibava di insetti e vermi, e cresceva fino a una lunghezza di 15 centimetri e a un peso di 30 grammi.